# Ariarates III
Ariarates III (em grego clássico: Ἀριαράθης; romaniz.: Ariaráthēs), rei da Capadócia (c. 248 a.C.–220 a.C.). Alguns historiadores numeram este rei como Ariarates IV.

## Família
A Capadócia havia sido uma satrapia de sua família desde Anafas, um dos Sete Persas. Porém, várias gerações depois, Ariarates I foi derrotado por Pérdicas, e seu filho  Ariarates II se retirou para a Armênia, voltando após a morte de Pérdicas e Eumenes de Cardia. Ariarates II foi sucedido por seu filho Ariâmenes, e este por seu filho Ariarates III.

## Reinado
Ele reinou, por alguns anos, junto de seu pai Ariâmenes.
Ariâmenes fez uma aliança com Antíoco II Teos, casando Ariarates III com Estratonice, filha de Antíoco. O casamento com Estratonice, irmã de Seleuco II Calínico, ocorreu durante a Terceira Guerra Síria, época em que os selêucidas necessitavam de aliados entre seus vizinhos. Apesar disso, Ariarates apoiou Antíoco Hiérace, em sua luta contra Seleuco (Guerra dos Irmãos).
Ele reinou por 28 anos, até à sua morte em 220 a.C.. A cronologia do seu reinado, assim como dos três reis que o antecederam, é incerta, e não é consensual entre os historiadores.

## Sucessão
Ariarates IV herdou o trono da Capadócia de seu pai Ariarates III quando era uma criança, e se casou com Antióquida, filha de Antíoco III Magno.